# جارهيد 2: ميدان النار
جارهيد 2: ميدان النار (بالإنجليزية: Jarhead 2: Field of Fire)‏؛ هو فيلم حرب ودراما تم انتاجه عام 2014 وهو تتمة لفيلم جارهيد 2005 ، قصة الفيلم تدور حول مجموعة من جنود المارينز يحاولون حماية ناشطة مدنية في مجال التعليم يتحاول جماعة طالبان قتلها .

## وصلات خارجية
- جارهيد 2 : ميدان النار على موقع IMDb (الإنجليزية)
- جارهيد 2 : ميدان النار على موقع روتن توميتوز (الإنجليزية)
- جارهيد 2 : ميدان النار على موقع ألو سيني (الفرنسية)
- جارهيد 2 : ميدان النار على موقع أول موفي (الإنجليزية)
- جارهيد 2 : ميدان النار على موقع فيلمافينيتي (الإسبانية)
- جارهيد 2 : ميدان النار على موقع قاعدة بيانات الأفلام السويدية (السويدية)
- جارهيد 2 : ميدان النار على موقع قاعدة بيانات الفيلم (الإنجليزية)
- جارهيد 2 : ميدان النار على موقع ليتربوكسد (الإنجليزية)
- جارهيد 2 : ميدان النار على موقع كينوبويسك (الروسية)